# Fotografía
"Fotografía" – piosenka napisana i wykonywana przez kolumbijskiego muzyka Juanesa, pochodzący z drugiego albumu Un Día Normal. W kompozycji swego głosu udziela kanadyjska piosenkarka muzyki pop Nelly Furtado. Produkcją singla zajął się Gustavo Santaolalla.
Duet z Furtado powtórzył się w 2006 podczas pracy nad albumem piosenkarki Loose, kiedy artystka poprosiła muzyka aby wziął udział w nagrywaniu piosenki "Te Busqué", wydanej później jako singiel.
Utwór "Fotografía" dał sławę Furtado, kiedy promowała swój drugi album Folklore w 2003.

## Remixes
- "Fotografia" (Hessler's Remix)
- "Fotografia" (Hessler's Radio Remix)
- "Fotografia" (DJ Enzo Remix)
- "Fotografia" (Gianina Mix)
- "Fotografia" (Base Mix)
- "Fotografia" (ON Remix)

### Inne wersje
- "Fotografia" (Instrumental Version)